# Гимназија Смедерево
Гимназија је једина гимназија у Смедереву. Рад је започела као мала гимназија 1871. године. Те године у прву генерацију се уписује 35 ученика. Милан Максимовић, који је предавао српску граматику и земљопис је имао дужност првог заступника директора. Наредне 1872. године се уводи други разред, трећи се уводи 1878. године, а четврти разред се уводи 1879. Школа 1912. постаје шесторазредна мешовита школа, јер јој је тада припојена Приватна нижа женска гимназија. Те године је у школу ишло 340 ученика.

## Историјат
Школа није радила за време Првог светског рата, а после ослобођења 1918. наставља с радом, као петоразредна, а убрзо постаје шесторазредна школа. За време тог периода се звала Краљевска српска гимназија. Због ратних неприлика школска година је била скраћена, а неки ученици су похађали течајеве и после тога полагали испите. Учење по програму пуне школске године је започето 1920. када је гимназија постала потпуна осморазредна школа и добила име Смедеревска гимназија. Школа је тада имала 426 ученика од којих је у нижим разредима, до мале матуре, било 295 ученика. Од 1929. је уведена обавеза полагања пријемних испита.
Отварањем пуне гимназије је настао проблем недовољног простора. Гимназија је тада користила учионице Основне школе, данашње Гимназије, и неке адаптиране просторе у другим зградама. Банска управа је 1930. за школу откупила зграду тадашње Основне школе и суседно имање. Надоградња је завршено 1935. Тада су се отворили први кабинети и школска библиотека. У том периоду настаје и Гимназијска збирка старина, која је 1950. предата Народном музеју у Смедереву.
За време Другог светског рата, зграду су за заузели Немци, а школа је радила у просторијама Основне школе и приватним зградама. Прве окупационе године ученици су имали 44 радних дана. Експлозија муниције у Смедеревској тврђави је знатно оштетила и зграду Гимназије. Гимназијска зграда је оспособљена за наставу 1943. Међутим, два месеца након тога је формирана болница за рањенике у згради. Ученици су тада похађали наставу у просторијама Окружног суда и сали биоскопа. У априлу 1944. у школи је почела редовна настава, али убрзо долази до савезничког бомбардовања Смедерева, због чега је рад поново прекинут.
Након рата у јануару 1945. је сазван састанак родитеља и формиран је Школски савет. Задатак савета је био да очисти школу и да је оспособи за рад, али је то потрајало. Настава је почела те исте године у јануару у десет учионица Горње основне школе. Школске 1945/46. је било уписано 1.099 ученика. За ученика са села је организован интернат на Дунаву. Зграда Гимназије је поправљена тек 1947.
Реорганизацијом образовног система 1951. у Гимназији је почело постепено укидање нижих разреда и од школске 1954/55. постаје четворогодишња средња школа. Од 1956. је уведен пријемни испит за упис у школу. Од школске 1966/67. школа носи име „Јован Јанићијевић“, по бившем ученику.
Да би се омогућио савременији рад 1972. се дограђују четири нове учионице, сала за физичко васпитање, спортски терени у дворишту, нови кабинети за физику, хемију, биологију, одбрану и заштиту, фонолабораторија за стране језике и радионица за техничко образовање.

## Школа данас
Од школске 1990/91. у школи има 2 смера, друштвено-језички и природно-математички, а од 1998/99. у школи има и једно филолошко одељење. Све до школске 2016/17. се у школу уписивало 2 одељења друштвено-језичког смера, 4 одељења природно-математичког смера и 1 одељење филолошке гимназије. Од 2016. се ово мења и у школу се уписују 3 одељења друштвено-језичког смера (90 ученика) и 4 одељења природно-математичког смера (120 ученика).
Школа је опремљена са 16 учионица опште намене, 8 кабинета: физичким са лабораторијом, хемијским са припремном просторијом, биолошким, кабинетом за стране језике, фотолабораторијом и 3 кабинета за информатику и рачунарство. Осим тога, школа има богату библиотеку-медијатеку, блок просторија за физичко васпитање, свечану салу, просторију за документацију о раду школе и канцеларије директора, наставника, стручних сарадника и администрације.

### Школска година
| Распоред звоњења | Распоред звоњења | Распоред звоњења |
| ---------------- | ---------------- | ---------------- |
| Час              | Преподне         | Поподне          |
| 1                | 7:00—7:45        | 13:30—14:15      |
| 2                | 7:50—8:35        | 14:20—15:05      |
| 3                | 8:55—9:40        | 15:25—16:10      |
| 4                | 9:45—10:30       | 16:15—17:00      |
| 5                | 10:40—11:25      | 17:10—17:55      |
| 6                | 11:30—12:15      | 18:00—18:45      |
| 7                | 12:25—13:10      | 18:50—19:35      |

Ученици иду у две смене, преподневу и поподневну, које се смењују сваког месеца. У једну смену иде први и трећи, а у другу други и четврти разред. Као и у свим српским средњим школама, школска година траје од септембра почетне до јуна наредне године. Матуранти годину завршавају месец дана раније, у мају. Школска година је подељена на четири класификациона периода.

### Смерови смедеревске "Гимназије"
Тренутни смерови "Гимназије" у Смедереву:
- Природно математички смер
- Друштвено-језички смер
- Информатички смер
- Филолошки смер

### Секције у школи
Осим додатних настава, у школи данас има и доста секција:
- Биолошка секција
- Еколошка секција
- Историјска секција
- Секција за географију
- Секција за психологију
- Филозофска секција „Прометеј“
- Социолошка секција
- Литерарна секција
- Рецитаторска секција
- Драмска секција
- Секција за стране језике
- DELF секција
- Трибине о познатим филозофима
- Ликовна секција
- Музичка секција
- ФИЗИС
- Секција Java Fundamentals
- Секција Database и SQL
- Филозофско позориште
- Секција за израду школског сајта
- Информатичка секција
- Клуб младих математичара Архимедес
- UNESCO клуб
- Планинарско-смучарско друштво „Мироч“
- Организација Црвеног крста
- Спортско друштво са секцијама

## Директори
- Милан Максимовић (заступници управитеља) 1871 – 1872
- Јован Бадемлић (заступници управитеља) 1872
- Драгољуб Јовановић (заступници управитеља) 1872 – 1875
- Алекса Адамовић (заступници управитеља) 1875 – 1881
- Милош Давидовић 1881 – 1888
- Љубомир Ћирић, Сима Бимбић 1888—1889.
- Спира Станишић (заступник директора) 1889
- Ахило Колман (заступник директора) 1890
- Димирије Довијаниц 1890
- Сретен Пашић 1891
- Сима Бимбић 1892
- Љубомир Ћирић 1892
- Ахило Колман (заступник директора) 1893
- Мита Живковић 1894
- Коста Миленковић 1896
- Светозар Атанацковић 1896 – 1898
- Михаило Бобић 1902 – 1905
- Светозар Обрадовић 1905 – 1906
- Војислав Вуловић 1906 – 1910
- Гаврило Јовановић 1911
- Матија Станојловић 1912
- Драгољуб Јевтић (заступник директора) 1918
- Матија Станојловић 1918
- Драгиша Лазаревић 1918 – 1923
- Рудолф Бекловић 1923 – 1924
- Милан Недељковић 1924 – 1925
- Душан Марјановић 1925 – 1934
- Владимир Лазић 1934 – 1941
- Душан Коњевић 1941
- Љубомир Иванчевић 1941 – 1942
- Вељко Васић 1942 – 1943
- Милош Јоксимовић 1943 – 1944
- Јанко Лишка (в.д.) 1945
- Раденко Савић 1945 – 1946
- Леонардо Косовић 1946 – 1954
- Војка Пироћанац 1954 – 1958
- Радомир Степић 1958 – 1974
- Предраг Станковић в.д. 1974—1975.
- Зорка Митић 1976 – 1985
- Душица Пауновић 1985 – 1990
- Милутин Вучковић 1990 – 2015
- Александар Маринковић 2015 –

## Зграда
Зграда Гимназије у Смедереву је подигнута по пројекту архитекте Милорада Рувидића из 1904. године и представља непокретно културно добро као споменик културе.

## Награде
Гимназија је одликована Орденом заслуга за народ са златном звездом, добитник је престижне Вукове награде (КПЗ Србије, 1983) и Светосавске повеље (Смедерево, 1995).